# 第45回ニューヨーク映画批評家協会賞
『第45回ニューヨーク映画批評家協会賞』は、1979年の優秀な映画に贈られた賞である。1979年12月19日に発表され、1980年2月1日に贈られた。

## 受賞
- 作品賞：
  - クレイマー、クレイマー

- 主演男優賞：
  - ダスティン・ホフマン - クレイマー、クレイマー

- 主演女優賞：
  - サリー・フィールド - ノーマ・レイ

- 助演男優賞
  - メルヴィン・ダグラス - チャンス

- 助演女優賞
  - メリル・ストリープ - クレイマー、クレイマー、或る上院議員の私生活

- 監督賞：
  - ウディ・アレン - マンハッタン

- 脚本賞：
  - スティーヴ・テシック - ヤング・ゼネレーション

- 外国語映画賞：
  - 木靴の樹